# Férez
Férez község Spanyolországban, Albacete tartományban. Lakosainak száma 605 fő (2024).

## Földrajza
Férez Letur, Elche de la Sierra, Liétor, Hellín és Socovos községekkel határos.

## Népesség
A település lakosságának változását az alábbi diagram mutatja:
| Lakosok száma | 814  | 807  | 773  | 724  | 756  | 719  | 696  | 643  | 628  | 605  |
|               | 2001 | 2004 | 2006 | 2009 | 2011 | 2014 | 2016 | 2019 | 2021 | 2024 |